# Teatro Larrañaga
El Teatro Larrañaga es el principal escenario artístico de la ciudad de Salto.

## Antecedentes

### El Teatro Viejo
En el año 1850 la iniciativa local, destacada para la época, logró la construcción de un salón de espectáculos. 
Se construyó así el "Teatro viejo", edificio modesto, con galería de dos filas y platea con sillas desordenadas.
Para lograr la obra se realizó una emisión de acciones, al precio de una onza.
Durante la etapa de construcción esta obra se detuvo y luego se recurrió a una suscripción pública.
El Coronel Cesáreo Domínguez, jefe del batallón llamado de "Patricios", permitió contar con muchos soldados como peones de las obras.
La obra fue dirigida por el Coronel Joaquín T. Egaña. Los materiales eran alcanzados por carreros que en cierto modo estuvieron obligados por el Jefe Político departamental. El albañil Antonio Chazaro fue el maestro albañil encargado.

### Características del teatro
El coliseo tenía 28 varas de luz en su largo, 11 de ancho y 15 1/2 de altura. El proscenio medía 11 x 7 y la cazuela 11 x  4. Había 16 palcos altos, 16 palcos bajos y la platea tenía 136 butacas (lunetas).
Con el pasar del tiempo el Teatro del Salto fue llamado Teatro Viejo. Fue el primer teatro del litoral, pero fue quedando rezagado. 
Un incendio impidió continuar usándolo.
El 12 de agosto de 1880 los accionistas procedieron a su venta y fue adquirido por la Comisión de Beneficencia Pública.

### En sus inicios actuaron
En este teatro tocó el arpa Esmeralda Cervantes y el violín, Don Saturnino Ribes.
El 18 de julio de 1841 fue inaugurada una sala de fiestas y representaciones teatrales.

### El "Teatro del Porvenir", queda en proyecto
En 1865 el arquitecto  José Botto elaboraba la proyección de un nuevo teatro, el Teatro del Porvenir y así el jefe político coronel Atanasildo Saldaña y la Junta Económico Administrativa patrocinan el proyecto, que por problemas económicos, no logró concretarse, pese al deseo expresado por la prensa de entonces, de que se construyera, porque así, el Salto demostraría, una vez más, "que es la centinela avanzada del progreso del litoral uruguayo".

### Una convocatoria memorable
El 12 de julio de 1880 el jefe político, coronel Teófilo Córdoba convocó a una reunión en los salones de la Jefatura  logrando la concurrencia de numeroso grupo de vecinos, a quienes comentó el motivo del llamado para emprender por esfuerzo local la construcción de un teatro por considerarlo necesario para todos.

## Teatro Larrañaga
Cerca del año 1880 existía en Salto un nucleamiento de población numerosa.
La sala de espectáculos era pequeña, fruto del esfuerzo de la población. Era necesario un teatro más amplio y moderno, que mostrase el progreso y nivel cultural logrado por la sociedad salteña.
En la reunión organizada en la Jefatura se colocaron las primeras acciones de cien pesos, y se integró la primera comisión de esta sociedad civil, que tendría como fin realizar los trabajos preliminares para concretar esta aspiración. Se integraba con el Coronel Córdoba como presidente, don Nicolás Orcasitas como vice, don Ramón Abascal y el Dr. Leopoldo Arteaga como tesorero y secretario respectivamente. Los demás vecinos que concurrieron firmaron la primera acta y las acciones fueron suscritas por todos ellos: José E. Comas, Celestino Selgas, R. A. Wilkinson, José da Cruz Piegas, Eduardo Morice, L. López Jauregui, Alberto Montaldo, C. Garrasino, R. Avellanal, Rudecindo Márquez, Juan Kemsbley, Andrés Sanguinetti, r. Williams, Nicolás Viacava, Domingo Fernández, Alberto Maldonado, Pastora F. de Quiroga, Nicolás Granada, Martín Castro, Juan B. Elizalde, Antonio rocca, Bartolomé Caballero, Leonardo Castro y Anselmo Dupont.
Con entusiasmo los pobladores en menos de una semana recaudaron $14.800, lo que fue base para iniciar la construcción.
Se solicitó la elaboración de los planos al Ingeniero inglés Roberto Alfredo Wilkinson, del Ferrocarril Noroeste, y luego de redactado el Pliego de condiciones, se llamó a Licitación. Le fue adjudicada al contratista de obras don Antonio Guggeri (licitación de albañilería presupuestada en $23.500), quien contando con los materiales, comenzaba a hacer realidad aquella obra, que quedó acordado se denominara "Larrañaga".
En dos años se levantaron sus muros, aparecieron galerías sin sostén de ninguna columna (galerías a las cuales, según el profuso anecdotario que al teatro nutre de vivencias, les fue probada su resistencia haciendo marchar sobre ellas un regimiento), fabricándose butacas, parrillas, telones. En dos años se instalaron las lámparas.

### Nominación
Fue denominado así en homenaje del gran discurso sobre Educación Popular que pronunció el Presbítero Dr. Don Dámaso Antonio Larrañaga en la inauguración de la Biblioteca de Montevideo.

### La primera función
El día de la inauguración, que para algunos fue el 5 y para otros el 6 de octubre de 1882, se decoró toda la cuadra con arcos de follaje y cintas de bandera.
El Teatro Larrañaga se vistió de gala para su primera e histórica función, actuando en esa oportunidad la compañía de Orestes Cartocci. Con ella el artista italiano Salvini, integrante del elenco, realizó una notable interpretación de la "La Hija Única".

### Otras funciones
El Teatro iniciaba su largo camino de esplendor, enriqueciéndose de anécdotas y brindando cultura a la comunidad salteña, proyectando su nombre fuera de fronteras con una nómina sorprendente de artistas que pisaron sus tablas. Muchas placas testimonian el pasaje de talentos como Salvini, Rossi, Aramburu, Oxilio, Cúneo, Luisa Tetrazzini, José Tallavi, Teresa Mariani, Leopoldo Frégoli, entre otros.
El 5 de julio de 1883 se presentó en el teatro la compañía de operetas de Angelini.
Luego actuaron compañías como: Bechi, Volta, Rey, Lambertini, entre otras.
Solo se realizaban tres funciones por semana.
También los actores de comedia Salveni, la Peruzza, Oxilia y Tetrazzini, la Mariani y la Ducce contribuyeron con sus representaciones.
Al mejorarse las instalaciones fue posible la realización de otros espectáculos porque se podía transformar en salón de baile dado que al retirar las butacas mediante un sistema mecánico se podía subir el piso y quedar todo a nivel del escenario.

### Características
Está situado en el centro de la ciudad de Salto.
El 3 de noviembre de 1988 el inmueble fue declarado Monumento Histórico Nacional mediante la Resolución / Ley - MHN 473/988 del Ministerio de Educación y Cultura de Uruguay, Comisión del Patrimonio Cultural de la Naciónlo que ubica este edificio entre los bienes protegidos por Ley 14.040 de Monumento Histórico Nacional (Uruguay) en el archivo de Salto en la página 3.

### Remodelación
Luego de su mejor época inició un período de decadencia, hasta que se lo remodeló en el año 1947. 
Una figura importante en esta etapa fue Don Carlos Dubra, quién fue presidente de la Comisión del Teatro.
El Sr. José María Ambrosoni, arquitecto, fue quien estuvo a cargo de esta reforma.
Se cambió la fachada, reforó el foyer y amplió la platea. Se redecoró el telón y se le agregó una araña con 20.000 caireles.
El pintor italiano Albertazzi restauró la pintura del telón y pintó el cieloraso. 
La araña eléctrica actual es una reproducción de la que existía antiguamente y que funcionaba a kerosene. 
Mientras se iba transformando el viejo teatro Don Juan Ochoa, el maquinista por tradición familiar sonreía feliz, ante el aspecto de "su casa".
En el jardín del fondo, atrás de los camarines hubo una anacahuita con aspecto oriental. Este árbol, fue símbolo de la historia del Teatro Salteño.
Existía una campana que se utilizaba para anunciar el inicio de las funciones desde la inauguración del teatro hasta su remodelación pertenece y se ubica en el museo del teatro, desde 1865 perteneció al vapor "Río Paraná".
El 26 de junio de 1947 la Orquesta Sinfónica del S.O.D.R.E. se presentó bajo la dirección de los maestros Carlos Estrada y Vicente Ascone. Presentación muy esperada por todos los ciudadanos salteños que fue realizada con apoyo del gobierno nacional padra volver a entregar al público una sala de espectáculos remodelada.

### Traspaso a la Intendencia
Luego de la restauración muchos de los accionistas donaron sus acciones al Municipio. En ese entonces el intendente era el arquitecto Armando I. Barbieri y con gran sentido salteñista eliminó las difilcultades para que la posesión de este teatro fuera del Municipio.
En 1953 el Teatro Larrañaga es traspasado a la Intendencia siendo considerado muy valioso por su arquitectónica, acústica y sus características edilicias.

## Reconocimiento a su arquitecto
El 12 de octubre de 2009 al cumplirse 127 años de la inauguración del teatro, durante la administración del Intendente Ramón Fonticiella junto a la Comisión del Patrimonio Histórico de Salto, se reconoció al arquitecto británico Robert Adolph Wilkinson colocando una placa con su nombre sobre la entrada del pasaje sur del teatro.
Este pasaje permite ingresar al jardín del teatro, de carácter romántico de finales del siglo XIX. El poeta Leonardo Astiazarán decía que estos árboles eran símbolo de la historia del teatro salteño.

## Investigan historia del Teatro
En el marco de un proyecto Internacional de Intercambio llegó a Salto una Investigadora cubana que trabaja en el rescate de la historia del Teatro Larrañaga a solicitud de la presidenta de la Comisión de Patrimonio Histórico de Salto, Isidra Solari.